# Clive Donner
Clive Stanley Donner (21 de enero de 1926 - 6 de septiembre de 2010) fue un director de cine británico enmarcado en la nueva ola del cine británico, dirigiendo películas como The Caretaker, Nothing But the Best, What's New Pussycat? y Here We Go Around the Mulberry Bush. También dirigió películas y anuncios de televisión hasta mediados de la década de 1990.

## Premios y distinciones
Festival Internacional de Cine de Berlín
| Año  | Categoría                                      | Película      | Resultado |
| ---- | ---------------------------------------------- | ------------- | --------- |
| 1963 | Oso de Plata. Premio extraordinario del jurado | The Caretaker | Ganador   |